# Palazzo Pitteri
Palazzo Pitteri, anche conosciuto come Palazzo Plenario-Pitteri, è un palazzo storico di Trieste, sito in piazza Unità d'Italia. Costruito nel 1780, è il palazzo più vecchio della piazza.

## Storia
La costruzione del palazzo fu commissionata nel 1780 all'architetto friulano Ulderico Moro dal ricco negoziante Domenico Plenario. Nel 1801 l'edificio venne acquistato da Giovanni Iovovitz, e nel 1834 passò a Leopoldo Pitteri, a cui si deve il nome con cui è maggiormente conosciuto.
Nel 1810 il geografo e letterato Domenico Rossetti De Scander fondò nei locali al piano terra del palazzo la prima sede della Società di Minerva, che si proponeva di promuovere l'arte e la cultura della città di Trieste.

Nel 1880 al piano terra del palazzo venne aperto il Caffè Flora, usato come ritrovo dai coristi del vicino Teatro Verdi.
Nel 1937 il piano terra venne ristrutturato e modificato, mentre nel 1982 lo studio di architettura Celli Tognon seguì una ristrutturazione generale dell'edificio, senza però modificare l'originale facciata settecentesca su Piazza Unità d'Italia.
In un appartamento di Palazzo Pitteri trascorse gli ultimi anni il musicista triestino Lelio Luttazzi, dopo essere tornato nella città natale.

## Descrizione
Il palazzo, situato in Piazza Unità d'Italia tra il palazzo del municipio e il Grand Hotel Duchi d'Aosta, si articola in cinque piani. Il prospetto principale, che mostra elementi di stile tardo barocco e rococò, è composto da un corpo centrale leggermente aggettante dove si aprono cinque finestre per piano e due corpi laterali simmetrici con tre finestre ciascuno. 
A livello del piano terra e del primo piano la facciata è rivestita con un bugnato liscio. Il secondo e terzo piano rappresentano i piani nobili e il corpo centrale è scandito da sei lesene terminanti con un capitello ionico. Le finestre centrali dei piani nobili sono sormontate da frontoni di forme alternate triangolari e semicircolari; solo la finestra al centro del secondo piano è dotata di un piccolo terrazzino ed è sormontata da una profonda nicchia decorata con uno stemma. All'epoca della sua costruzione il palazzo era visto come un esempio di architettura moderna.